# Ormosia denningi
Ormosia denningi är en tvåvingeart som beskrevs av Alexander 1976. Ormosia denningi ingår i släktet Ormosia och familjen småharkrankar. Inga underarter finns listade i Catalogue of Life.